# 平糸駅

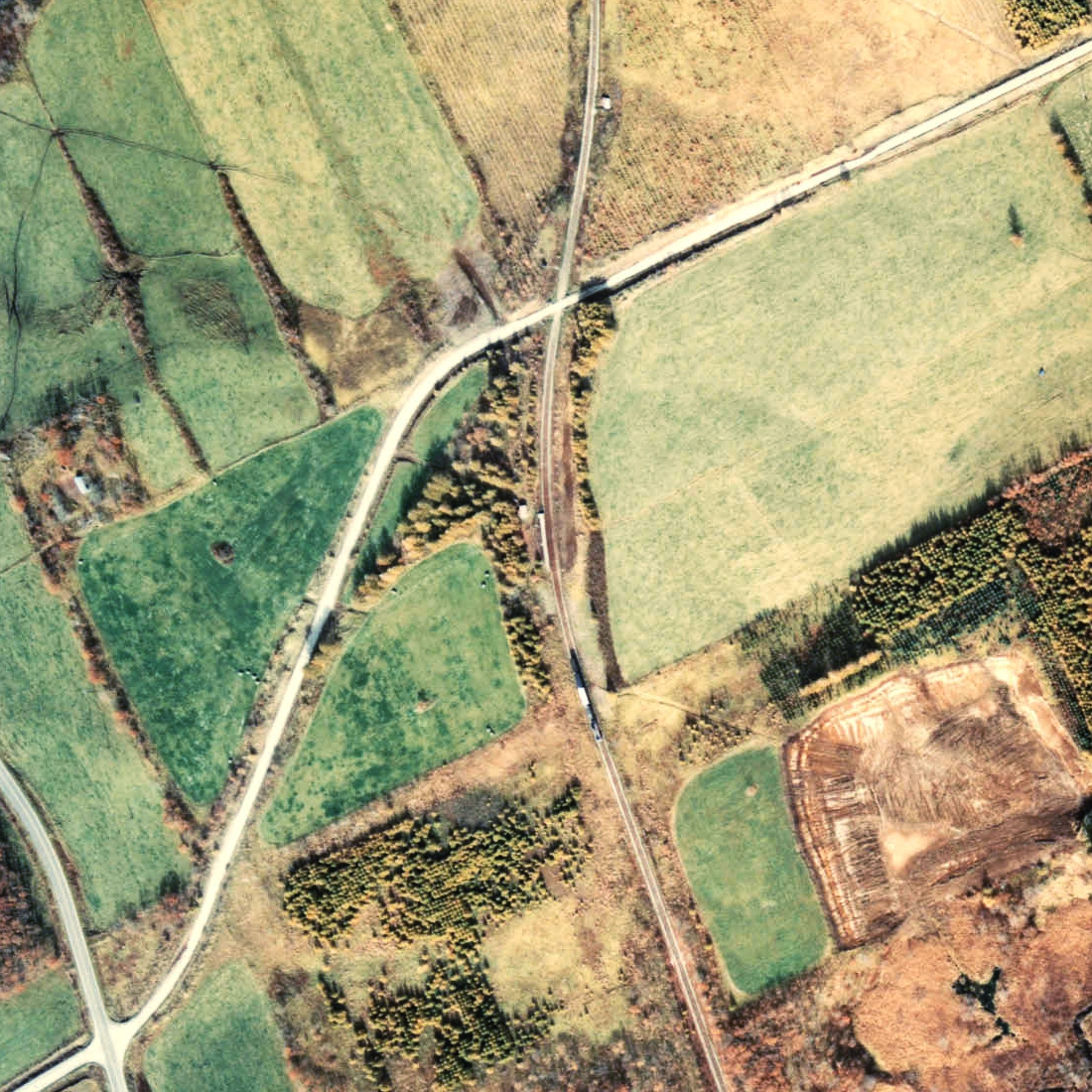
1977年の平糸駅と周囲約500m範囲。上が中標津方面。道路から林を通り抜けて駅へ続く小道がある。

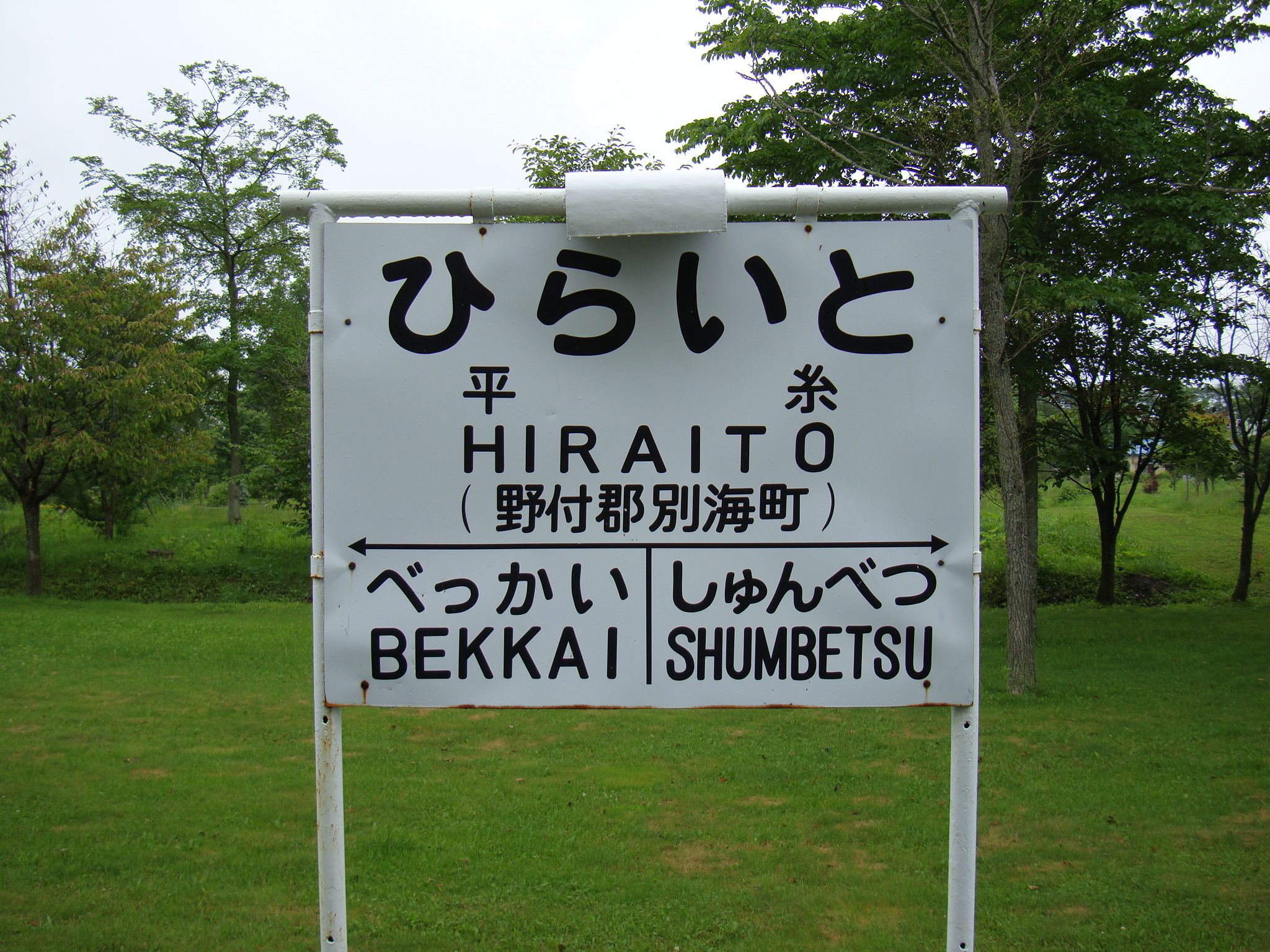
別海町鉄道記念公園に保存される駅名標

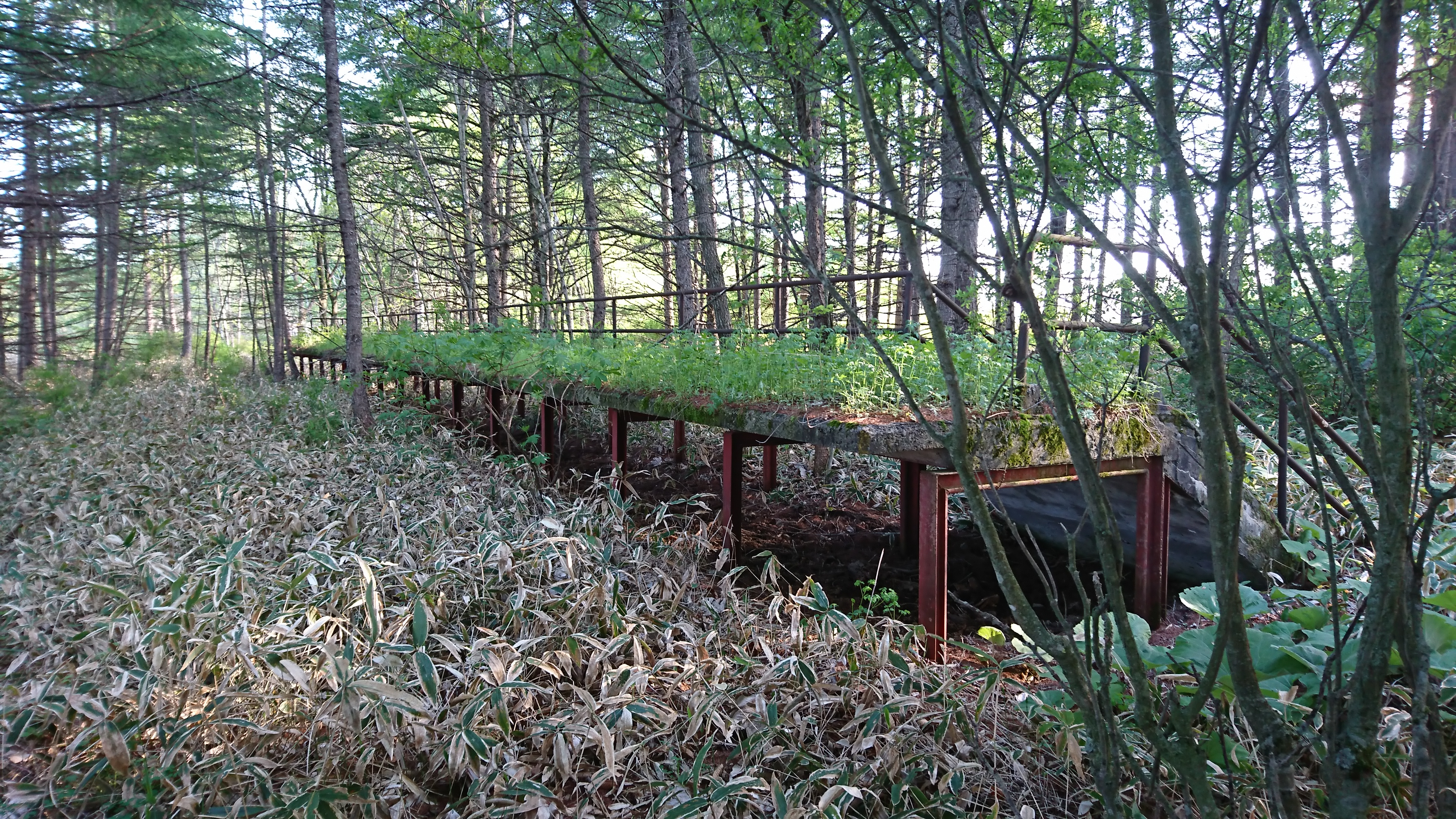
令和2年7月現在の様子

平糸駅（ひらいとえき）は、かつて北海道野付郡別海町別海に設置されていた、北海道旅客鉄道（JR北海道）標津線の駅である。標津線の廃線に伴い、1989年（平成元年）4月30日に廃駅となった。

## 歴史
- 1961年（昭和36年）10月1日 - 日本国有鉄道（国鉄）標津線の平糸仮乗降場として、春別駅 - 西別駅（後の別海駅）間に開業[1][2]。
- 1967年（昭和42年）4月1日 - 駅に昇格、平糸駅となる[1][3]。旅客のみ取り扱い[1]の駅員無配置駅[4]。
- 1987年（昭和62年）4月1日 - 国鉄分割民営化に伴い、北海道旅客鉄道（JR北海道）の駅となる[1]。
- 1989年（平成元年）4月30日 - 標津線の全線廃止に伴い、廃駅となる[1][2]。

### 駅名の由来
地名より。アイヌ語の「ピラエトゥ（pira-etu）」（崖・鼻）に由来するとされる。

## 駅構造
廃止時点で、単式ホーム1面1線を有する無人駅であった。ホームは鉄骨製コンクリート床の簡易型で、構内の西側（中標津方面に向かって左側）に存在した。
また、中標津側に有ったホームへの階段近くには待合室が置かれていた。

## 駅周辺
- 北海道道8号根室中標津線
- 根室交通「平糸」停留所

## 利用状況
乗車人員の推移は以下のとおり。年間の値のみ判明している年については、当該年度の日数で除した値を括弧書きで1日平均欄に示す。乗降人員のみが判明している場合は、1/2した値を括弧書きで記した。
| 年度               | 乗車人員 | 乗車人員 | 出典  | 備考 |
| 年度               | 年間     | 1日平均  | 出典  | 備考 |
| ------------------ | -------- | -------- | ----- | ---- |
| 1978年（昭和53年） |          | 3        | [ 7 ] |      |

## 現況
廃駅後も簡易ホームや待合室は撤去されずに残されていたが、その後待合室は完全に倒壊し、簡易ホームも草木に覆われて放置された状況であった。2020年、地域おこし協力隊員が中心となり、草刈りや駅名標復元などの整備が行なわれた。2023年5月には別海町歴史文化遺産第18号に指定され、同じく歴史文化遺産に指定されている上春別駅跡や光進駅跡とともに見学者の増加が期待されている。

## 隣の駅
北海道旅客鉄道
標津線（支線）
春別駅 - 平糸駅 - 別海駅